# Герман (Савельев)
Инок Ге́рман (в миру Ю́рий Ива́нович Саве́льев; 1970, село Бичура, Бурятия) — российский деятель старообрядчества, в 1996—2004 годах — епископ Русской древлеправославной церкви, где был управляющим Бурятской (1996—2001), Пермской (2002-2003) и Азово-Черноморской (2003—2004) епархиями. В декабре 2004 года перешёл в Русскую православную старообрядческую церковь, где в 2005—2008 годах управлял Уссурийской и Дальневосточной епархией. В 2007 году поддержал раскол ряда клириков и мирян своей епархии, став формальным главой маргинальной «Древлеправославной церкви Христовой Белокриницкой иерархии», однако осенью 2008 года покаялся и вернулся в РПСЦ. Несмотря на это был в октябре 2008 году лишён сана, после чего отошёл от активной религиозной деятельности.
За время своего епископства запомнился непоследовательными, порой противоречащими друг другу, действиями и заявлениями, и нигде не добился авторитета.

## Биография
Родился в 1970 году в селе Бичура Бичурского района Бурятии. Его род происходит из семейских старообрядцев Бурятии.

### В составе РДЦ
В 1994 году принял крещение в Русской древлеправославной церкви. «В 1994 году в Бурятию, где только начиналось возрождение старообрядчества, приехал священноархимандрит Александр [Калинин], от которого я принял святое крещение. Тогда же я изрек желание поехать учиться на священника, видя, что в миру стать религиозным, духовным человеком невозможно. И я поехал в город Новозыбков, где уже с 1991 года действовало Древлеправославное духовное училище, где и проучился 2 года. В конце обучения принял постриг. Спустя два месяца после пострижения был рукоположен в священноиноки и спустя недели две я был приглашён к Архиепископу, покойному Аристарху [Калинину], где мне сказали о необходимости принятия святительского сана, связывая это с тем, что территория Бурятии огромная, и основная часть населения — выходцы из старообрядцев, что необходимо кому-то нашу Церковь возглавить на её территории».
19 мая 1996 года в 25-летнем возрасте епископами РДЦ был хиротонисан в сан епископа Бичурского и всея Бурятии. На соборе в сентябре 1997 года титуловался епископ Бурятский. Центром епархии был районный центр Бичура, где в 2000 году построен кафедральный храм. Несмотря на этот факт, по инициативе епископа Германа епархиальная кафедра была перенесена в столицу края Улан-Удэ, в связи с чем стал титуловаться епископом Улан-Удэнским и всея Бурятии.
В начале 2001 года, как написано деянии Архиерейского собора РДЦ от 8 апреля 2001 года, к епископу Герману приезжали епископ Силуян (Килин) из Новосибирска и священник Геннадий Коробейников из Томска и агитировали его перейти в РПСЦ на том основании, что Архиепископ Никола (Позднев), с именем которого связано восстановление епископства в Русской древлеправославной церкви в 1923 году, «был якобы заслан в нашу Церковь никонианами с целью её разрушения и соединения старообрядцев с новообрядцами. По своей молодости и неопытности епископ Герман поддался на уговоры, молился вместе с белокриницкими священнослужителями, в ектениях поминал имя Митрополита Алимпия», а также подал заявление на имя предстоятеля РПСЦ митрополита Московского и всея Руси Алимпия (Гусева) с целью перехода в РПСЦ.
8 апреля 2001 года архиерейский собор РДЦ, выразив «свое негодование по поводу деятельности, которую белокриницкие ведут против нашей Церкви, переманивая к себе наших священнослужителей и мирян», принял решение «запретить во всяком священнодействии сроком на один год епископа Улан-Удэнского и всея Бурятии ГЕРМАНА с 17 часов московского времени 8 апреля 2001 года и направить его временно в древлеправославной приход города Соликамска Пермской области с целью изолировать его от белокриницких влияний. В этот период епископу ГЕРМАНУ поручается быть уставщиком в храме. Протоиерею НИКАНОРУ КРЕЧЕТОВУ, как умудренному жизненным и пастырским опытом священнослужителю, поручается взять епископа ГЕРМАНА под свою опеку и проследить за его духовным выздоровлением».
На Освященном Соборе Русской Древлеправославной Церкви, проходившем 28 февраля — 3 марта 2002 года, епископ Герман (Савельев) выступил с покаянным словом, в котором выразил сожаление по поводу своего прежнего желания перейти в Русскую Православную Старообрядческую Церковь. Собор принял решение о снятии с епископа Германа канонических прещений и назначении его управляющим Пермско-Соликамской епархией.
3-6 ноября 2003 года в связи с новым епархальным делением РДЦ назначен управляющим Азовско-Черноморской епархии, включающей в свои пределы все приходы РДЦ на территории Грузии, Северного Кавказа и Краснодарского края.
К концу 2004 года принял окончательное решение о переходе в РПСЦ.

### В составе РПСЦ
25 декабря 2004 года митрополит Московский и всея Руси Андриан (Четвергов) в Покровском кафедральном соборе присоединил в сущем сане третьим чином (через покаяние в раздоре церковном). На момент присоединения к РПСЦ епископ Герман не находился под запрещением и был правящим архиереем в своей епархии. Ввиду споров относительно истинности РДЦ епископ Герман более года был запрещён в служении — до выяснения обстоятельств его крещения и ряда канонических вопросов.
29 декабря 2004 года написал открытое письмо, в котором объяснил мотивы своего поступка, доказывал правильность Белокриницкой иерархии, и ратовал за объединение РПСЦ и РДЦ: «Каждому здравомыслящему христианину понятно, кому выгоден оказался этот раздор между братьями по вере. Так, во взаимном несогласии, прошли десятилетия, которые в одних породили ненависть и презрение к братьям, а в других скорбь от разделения. К числу вторых отношусь и аз, епископ Герман, бывший архиерей Древлеправославной Церкви, ныне принятый в своем сане в клир митрополии Московской и всея Руси. Каждый, знающий меня, может сказать, что мои убеждения в законности Белокриницкой иерархии происходят вовсе не от личной неприязни к патриарху Александру, корыстолюбием или какими-то другими причинами личного свойства. Сегодня у меня не осталось сомнений в том, что митрополит Амвросий не находился под запрещением, что путь в старообрядчество он выбрал, чтобы исполнить свой пастырский долг перед Церковью, что чин приема был совершен совершенно канонично, и Белокриницкая иерархия, без сомнения, является законной».
После более чем двухмесячного служения в Покровском кафедральном соборе на Рогожском в Москве, ему было предложен на выбор ряд вдовствующих старообрядческих епархий, где, предположительно, он желал бы служить в дальнейшем. В итоге он согласился познакомиться с Дальневосточной епархией РПСЦ.
25 февраля 2005 года решением архиереев, прибывших на Совет митрополии Русской Православной Старообрядческой Церкви, утверждён правящим архиереем Дальневосточной епархии с центром в Улан-Удэ. 17 апреля того же года прибыл в Улан-Удэ. Начав свое служение в г. Улан-Удэ, сделал ряд распоряжений по восстановлению Епархиального управления Иркутско-Амурской и всего Дальнего Востока епархии РПСЦ и по его работе. В частности, 20 июня того же года распорядился о создании в епархии пресс-службы. Начал активно посещать прихода своей епархии. 8 июля того же года началась его первая архипастырская поездка по старообрядческим приходам Дальнего Востока.
Решением Освященного Собора от 18-22 октября того же года епископ Герман был назначен правящим архиереем Дальневосточной епархии, но при этом ему рекомендовалось «на срок до следующего Освященного Собора воздержаться от совершения рукоположений».
В марте 2006 года встретился в здании епархиального управления Русской православной церкви в Магадане с епископом Магаданским и Синегорским Гурием (Шалимовым). В ходе беседы разрешился вопрос об изображении св. Парасковеи, а также были кратко обсуждены вопросы взаимоотношений между РПСЦ и РПЦ, сложившиеся в дальневосточном регионе.
На собрании во Владивостоке в марте 2006 года произошла публичная ссора сторонников протоиерея Елисея Елисеева с епископом Германом, когда последний запретил служить Литургию Константину Лунёву за плохое состояние алтаря, не исправленное с момента прошлого замечания. Спустя некоторое время их отношения с протоиереем Елисеем вновь наладились. В сентябре 2006 года по возвращении с Собора РПСЦ отношения вновь обостряются. Епископ Герман пытается стать настоятелем во Владивостоке. После этого ночью епископа прогоняют из церкви. В начале 2007 года конфликт между правящим архиереем и некоторыми представителями духовенства и мирян во главе с Елисеем Елисеевым разгорается с новой силой. На внеочередном Епархиальном Съезде Дальневосточной епархии, состоявшемся весной того же года, было принято решение об устранении епископа Германа от управления епархией и о переходе в непосредственное подчинение Предстоятелю Русской православной старообрядческой церкви. В свою очередь, епископ Герман накладывает прещения на отказавшихся ему подчиняться.
В октябре 2007 года Освященный собор РПСЦ постановил прещения, наложенные епископом Германом на участников внеочередного съезда Дальневосточной епархии 23 марта 2007 года, вменить яко не бывшими, однако и решения съезда также были объявлены яко не бывшими.

### Уход из РПСЦ
9 ноября 2007 года епископ Герман заявил о прекращении канонического общения с Предстоятелем Русской православной старообрядческой церкви митрополитом Корнилием (Титовым). В «Обращении к клирикам и мирянам Дальневосточной епархии РПСЦ» с епархиальной печатью и подписью епископа Германа, датированном 13 ноября 2007 года, он сообщает, что НЕ прерывает молитвенного общения с митрополитом Корнилием и остаётся верным чадом РПСЦ. Но уже 22-23 ноября 2007 года возглавил Собор старообрядческой группы, отделившейся от РПСЦ и образовавшей новое старообрядческое согласие «Древлеправославная Церковь Христова (Белокриницкая иерархия)». На этом Соборе епископ Герман был избран епископом Московским, местоблюстителем Московской кафедры митрополита Древлеправославной Церкви Христовой.
9 декабря 2007 года епископ Герман единолично совершил рукоположение Внифатия (Смольникова) во епископа Большекаменского и тем самым положил начало линии иерархического преемства Древлеправославной Церкви Христовой (Белокриницкой иерархии).
26 февраля 2008 года решением Совета митрополии РПСЦ «Древлеправославная Церковь Христова Белокриницкой иерархии» была признана «раздорническим сообществом», а её членам было направлено обращение с призывом покаяться и вернуться в Церковь.
Весной 2008 года совместно с Елисеем Елисеевым и Леонидом Якушевым епископ Герман представлял интересы «ДЦХ БИ» перед Освященным собором братской Браильской митрополии в Румынии. То, что делегаты не пригласили туда никого из последователей о. Александра Черногора и представили только свою точку зрения, стало одним из поводов внутреннего раскола между этими группировками. на встрече в Браиле была достигнута договорённость, что еп. Герман возглавит на Соборе РПСЦ группу «непоминающих» для соборного рассмотрения сложившейся ситуации. Спустя несколько месяцев епископ Герман был обвинён своими недавними соратниками в отсутствии должной «ревности о вере» и фактически был отстранён от дел.

### На покое
Принял решение вернуться в Русскую православную старообрядческую церковь и подал на Освященный Собор покаянное письмо, в котором сожалел о своем участии в «раздорнической деятельности» и просил с искренним покаянием о принятии его обратно в Церковь. Епископ Герман признал все решения Собора 2007 года законными, в том числе об извержении из сана протоиерея Елисея Елисеева.
17 октября 2008 года Освященный Собор, заслушав его покаянное обращение, постановил «принять кающегося в раздоре епископа Германа третьим чином и передать на рассмотрение Архиерейского Суда вопрос о мере прещения». 17 октября 2008 года решением Архиерейского Суда Русской православной старообрядческой церкви епископ Герман (Савельев) был признан «виновным в сослужении с лишёнными священного сана и отлучёнными от Церкви, в узурпации прав на Московскую митрополичью кафедру и неканоническое проведение архиерейского рукоположения». В качестве наказания он был лишён священного сана и в качестве простого инока направлен на поселение в Дальневосточную епархию РПСЦ.
На 2009 год проживал в Центральной России в чине инока. По некоторым сведениям, после возвращения в РПСЦ бывший епископ Герман снова примкнул к «елисеевцам», причём те его продолжали считать епископом. В одном из информационных сообщений Елисея Елисеева говорилось, что Герман Савельев присутствовал на «соборе непоминающих» в Улан-Удэ в 2011 году, когда поставленный им «епископ» Внифатий публично и письменно отрёкся от незаконно полученного архиерейского сана и вернулся в РПСЦ.
О его дальнейшей судьбе не сообщалось.